# 热松维尔
热松维尔（法語：Jésonville，法語發音：[ʒezɔ̃vil] ⓘ）是法国大東部大區孚日省的一个市镇，属于埃皮纳勒区。

## 地理
热松维尔（48°7'46"N, 6°6'34"E）面积6.96 平方千米，位于法国大東部大區孚日省，该省份为法国东北部内陆省份，北起默兹省和默尔特-摩泽尔省，西接上马恩省，南至上索恩省和贝尔福地区省，东临上莱茵省和下莱茵省。
与热松维尔接壤的市镇（或旧市镇、城区）包括：贝尔吕、栋巴勒德旺达尔内、埃克勒、莱兰、桑瓦卢瓦、莱瓦卢瓦。

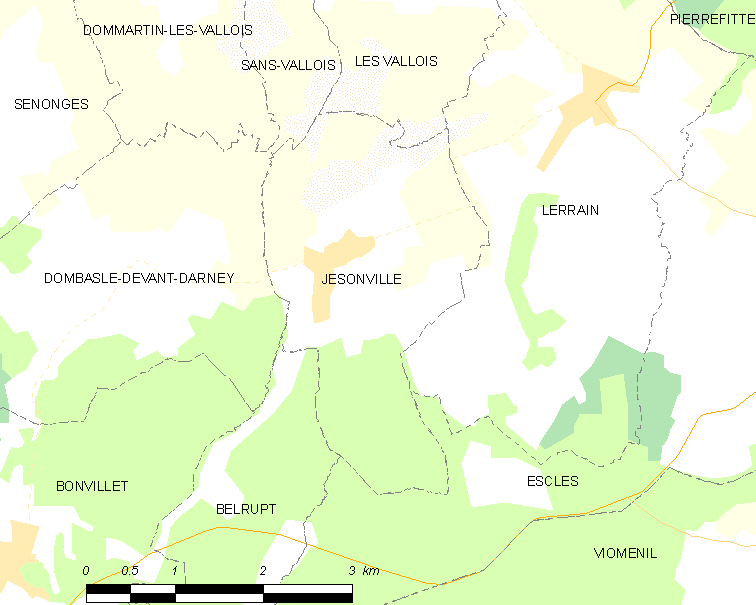
热松维尔的OSM定位图

热松维尔的时区为UTC+01:00、UTC+02:00（夏令时）。

## 行政
热松维尔的邮政编码为88260，INSEE市镇编码为88252。

## 政治
热松维尔所属的省级选区为达尔内县。

## 人口

1962-2008年间热松维尔人口变化图示

热松维尔于2022年1月1日时的人口数量为151人。